# IC 1731
IC 1731 ist eine Balken-Spiralgalaxie vom Hubble-Typ SBc im Sternbild Dreieck am Nordsternhimmel. Sie ist schätzungsweise 162 Millionen Lichtjahre von der Milchstraße entfernt und hat einen Durchmesser von etwa 70.000 Lj.
Im selben Himmelsareal befinden sich u. a. die Galaxien NGC 670, NGC 672, NGC 684, IC 1727.
Die Typ-Ia-Supernova SN 1983R wurde hier beobachtet.
Das Objekt wurde am 29. November 1896 von Isaac Roberts entdeckt.